# (34742) 2001 QD79
2001 QD79 (asteroide 34742) é um asteroide da cintura principal. Possui uma excentricidade de 0.15301790 e uma inclinação de 10.58988º.
Este asteroide foi descoberto no dia 16 de agosto de 2001 por LINEAR em Socorro.